# Richard Oldfield
Pour les articles homonymes, voir Oldfield.
 (septembre 2016).
Richard Oldfield est un acteur britannique, né le 17 août 1919 à Londres et mort le 27 avril 2002 à 83 ans dans cette ville.

## Biographie
Il grandit à New York, aux États-Unis. 
Son père, médecin, est né en 1889 et mort en 1961. Sa mère, également actrice dans le théâtre, est née en 1893 et morte en 1968.

## Carrière
Entre 1938 et 1987, il joue surtout dans des pièces de théâtre puis est très peu appelé pour jouer dans des films. 
En 1980, il joue dans le rôle du rebelle Hobbie dans Star Wars, épisode V : L'Empire contre-attaque. Puis en 1981, il joue dans La Malédiction finale, réalisé par Graham Baker.
L'acteur fut l'un des plus reconnus dans le milieu théâtral et participa à plus de 510 pièces à son actif, ce qui lui permit d'être reconnu dans sa ville comme le plus talentueux de l'époque.
Il est mort juste après sa pièce de théâtre Welcome, Men en 2001.